# 4 Pułk Saperów (II RP)

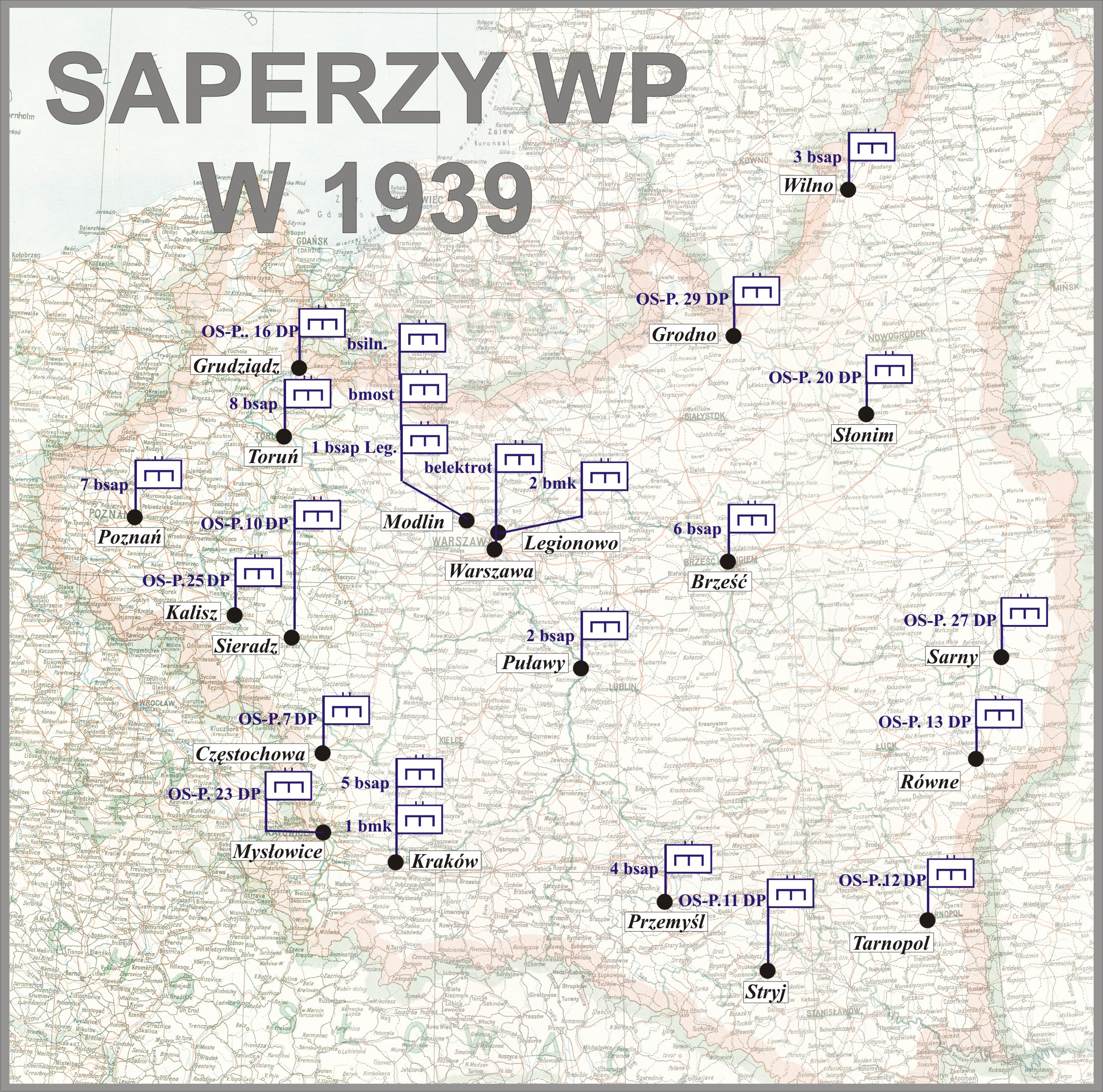
Jednostki saperskie WP w 1939

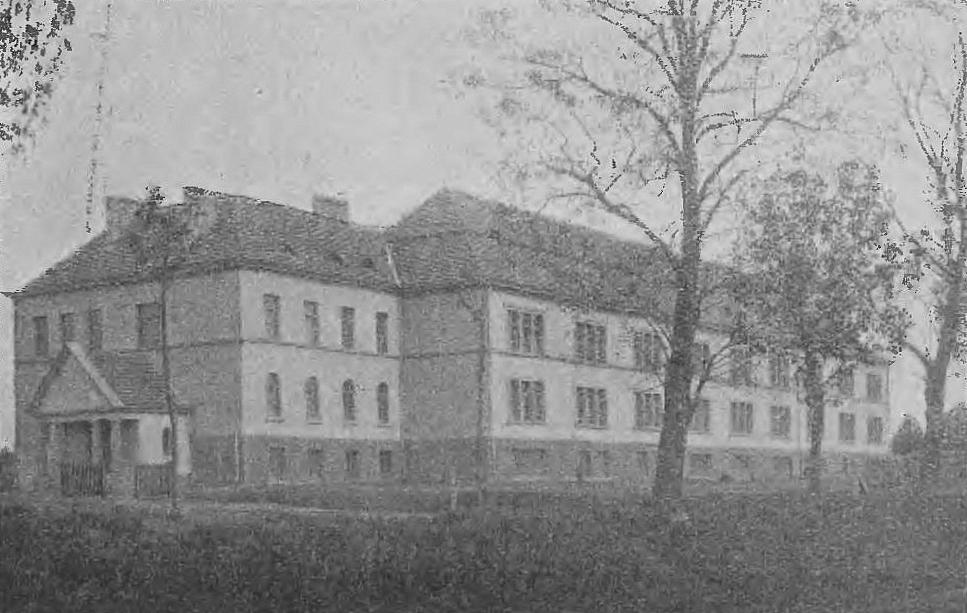
Koszary saperów w Sandomierzu

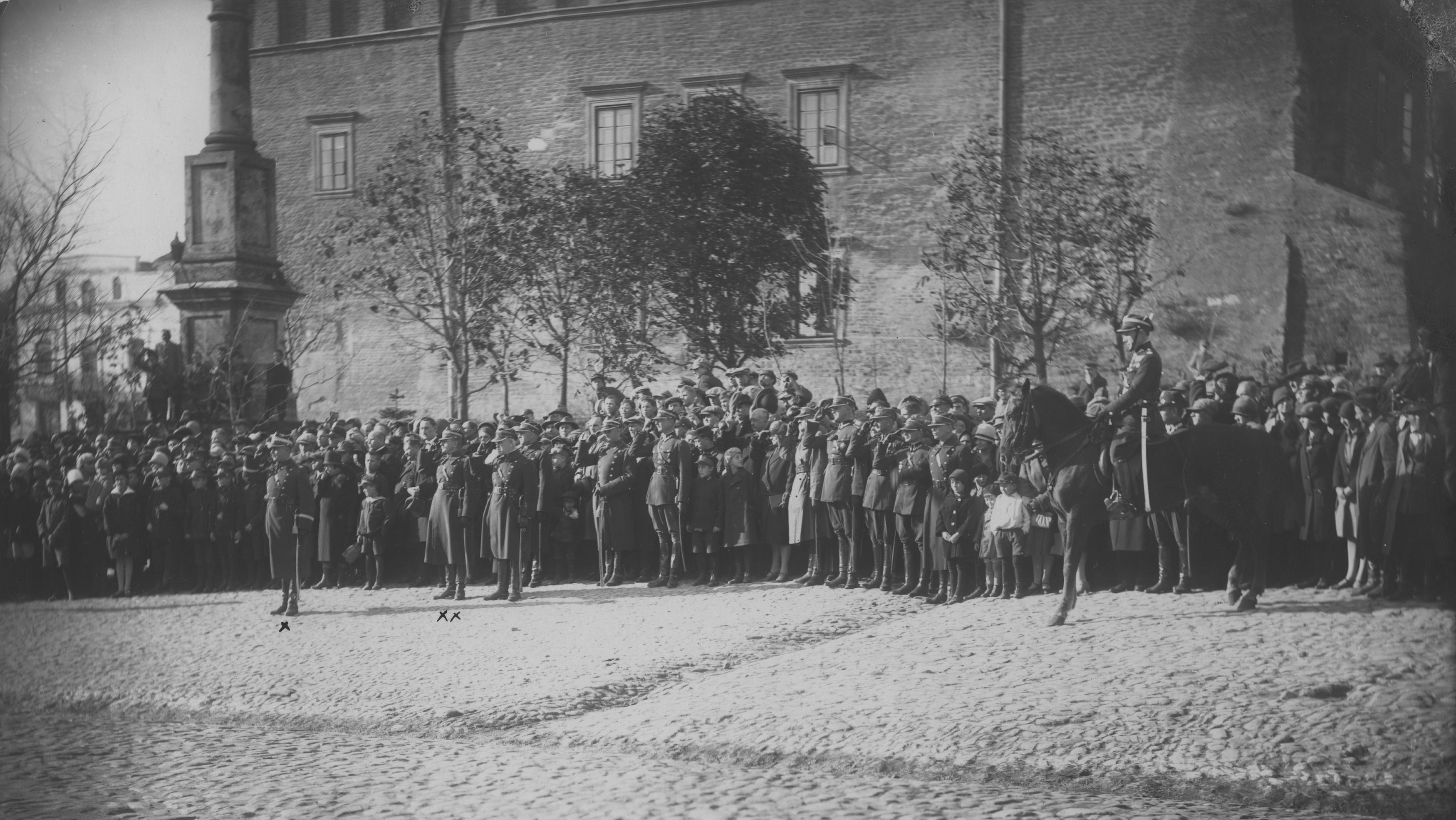
Defilada 4 psap na rynku w Sandomierzu. Defiladę przyjmuje gen. Tadeusz Kutrzeba (x), widoczny d-ca Pułku ppłk Henryk Bagiński (xx)

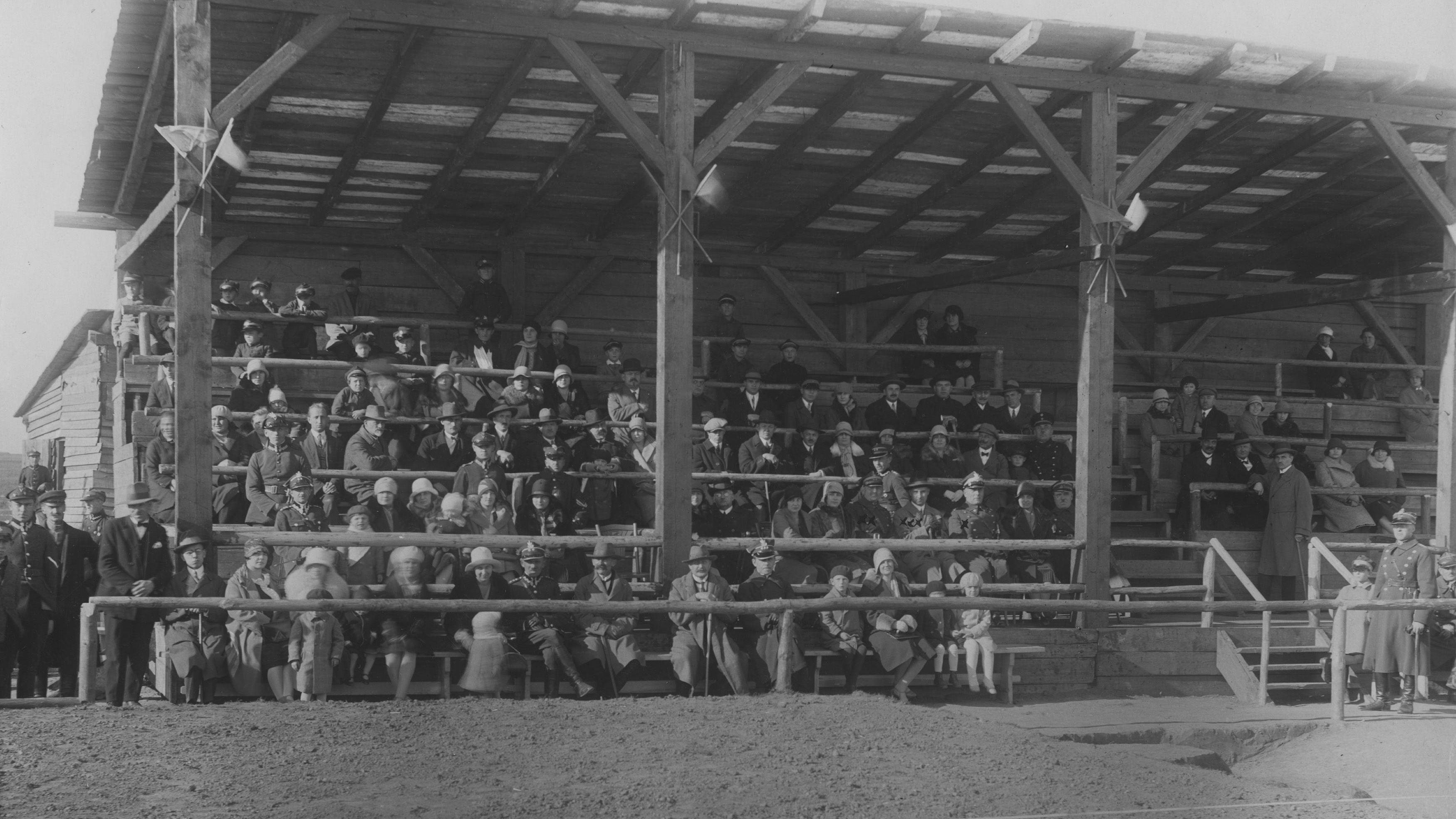
Mecz piłki nożnej w 4 psap w Sandomierzu. W drugim rzędzie od prawej siedzą: NN, NN, gen. Tadeusz Kutrzeba, wojewoda Władysław Rozmarynowski, ppłk Henryk Bagiński

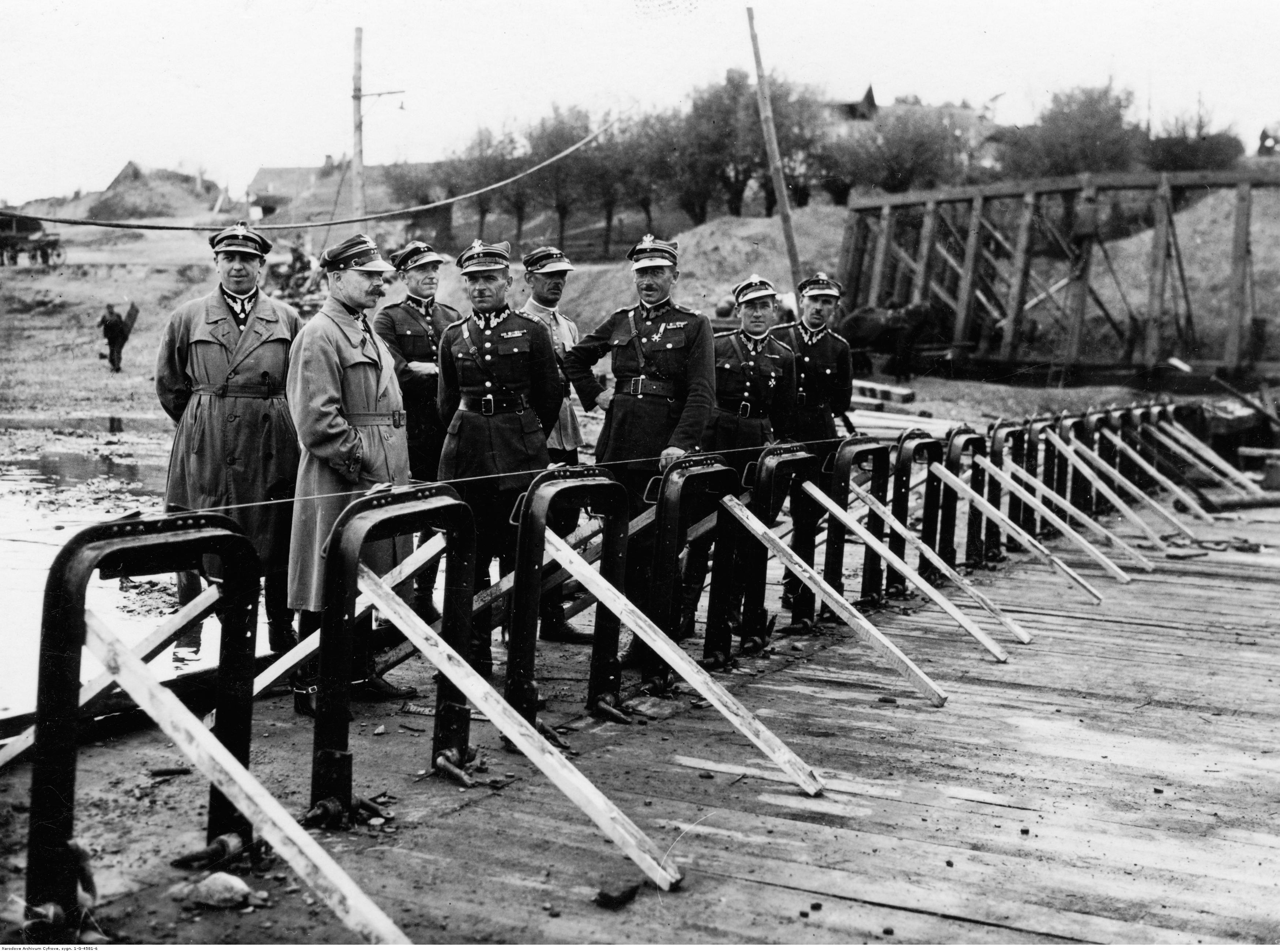
Budowa jazu na Sanie - oficerowie Korpusu Kontrolerów w towarzystwie d-cy ppłk. Stefana Langnera i oficerów 4 bsap z Przemyśla; wrzesień 1932

4 Pułk Saperów (4 psap) – oddział saperów Wojska Polskiego w II Rzeczypospolitej.
Pułk (batalion) był jednostką wojskową istniejącą w okresie pokoju i spełniającą zadania mobilizacyjne wobec oddziałów i pododdziałów saperów.  Spełniał również zadania organizacyjne i szkoleniowe. Stacjonował w Sandomierzu. W 1939, po zmobilizowaniu jednostek przewidzianych planem mobilizacyjnym, został rozwiązany.

## Historia pułku
4 pułk saperów został sformowany 1 czerwca 1921 roku w Sandomierzu z połączenia dwóch „wojennych” oddziałów: VII batalionu saperów kpt. Henryka Czyża i X batalionu saperów kpt. Emila Strumińskiego oraz nowo powstałego XXVI batalionu saperów kpt. Tadeusza Garczyńskiego oraz z kadry i żołnierzy 4 zapasowego batalionu saperów. Dowództwo pułku utworzono z Szefostwa Inżynierii i Saperów 4 Armii.
Do najważniejszych prace pokojowych 4 psap. należała:
- budowa mostu na Wiśle w 1920 roku,
- odbudowa mostu w m. Ulanowie nad Sanem od VII do IX 1924 (długość mostu 229 m, wysokość jezdni 5,5 – 6 m),
- budowa mostu na rzece Trupień pod wsią Słupce w 1927 roku (długości 42 m, drogi dojazdowe z dwóch stron mostu wynosiły 789 m),
- budowa drogi łączącej wieś Słupce z m. Daleszyce w 1927 roku,
- budowa dziesięciotonowego mostu na rzece Łęg pod wsią Jamnica w 1927 roku (długość 40 m, drogi dojazdowe faszynowane długości 380 m),
- naprawa drogi pomiędzy wsią Jamnicą i Zbydniowem na odcinku 8 km w 1927 roku[2].

19 maja 1927 roku Minister Spraw Wojskowych marszałek Polski Józef Piłsudski ustalił i zatwierdził dzień 15 sierpnia, jako datę święta pułkowego. Pułk obchodził swoje święto w rocznicę wręczenia chorągwi w 1924 roku. Następnie pułk obchodził swoje święto 27 października, w rocznicę sformowania w 1918 roku najstarszej kompanii – samodzielnej kompanii inżynieryjnej 4 Dywizji Strzelców Polskich.
W 1929 roku jednostka została przeformowana w 4 batalion saperów.
W niedzielę 28 grudnia 1930 roku na rynku sandomierskim odbyło się uroczyste pożegnanie batalionu przez władze miasta i powiatu. Dowódca batalionu, podpułkownik Stefan Langner wręczył odznaki pamiątkowe biskupowi Włodzimierzowi Jasińskiemu, staroście sandomierskiemu Stanisławowi Gliszczyńskiemu, burmistrzowi Janowi Wojcieszko i nauczycielowi Szelestowi. Następnego dnia batalion został przewieziony do Przemyśla.
W styczniu 1939 roku 4 batalion saperów został ponownie przeformowany w 4 pułk saperów.

## Mobilizacja 1939
4 pułk saperów był jednostką mobilizującą. W 1939 roku zgodnie z planem mobilizacyjnym „W” sformował następujące jednostki saperów liniowych:

w mobilizacji alarmowej:
- batalion saperów typ IIb nr 50 dla Armii „Łódź”,
- batalion motorowy saperów nr 90 dla 10 BK,
- 22 batalion saperów dla 22 DP,
- rezerwowa kompania saperów nr 141 dla Armii „Kraków”
- rezerwowa kompania saperów nr 142 dla Armii „Kraków”
- rezerwowa kompania saperów nr 143 dla Armii „Kraków”
- pluton mostowy 4-tonowy nr 50 dla Armii „Łódź”,
- komenda parku saperskiego nr 101
- pluton parkowy saperów nr 101

w I rzucie mobilizacji powszechnej:
- 5 batalion saperów dla 5 DP,
- 24 batalion saperów dla 24 DP,
- 46 batalion saperów dla 36 DP (rez.),
- rezerwowa kompania saperów nr 144 dla Armii „Łódź”,
- rezerwowa kompania saperów nr 145 dla Armii „Łódź”.
- rezerwowa kompania saperów nr 146 dla Armii „Łódź”,
- pluton parkowy saperów nr 102
- pluton parkowy saperów nr 103
- lekka kolumna pontonowa typ I nr 141
- lekka kolumna pontonowa typ II nr 141
- dowództwo Grupy Fortyfikacyjnej nr 2 dla Armii „Karpaty”

w II rzucie mobilizacji powszechnej:
- kompania marszowa saperów nr 41
- Ośrodek Zapasowy Saperów nr 4

## Żołnierze 4 pułku saperów
Dowódcy pułku / batalionu
- ppłk Wacław de Lippe Lipski (18 IV 1921 – 21 XII 1922)
- ppłk sap. Kazimierz Możdżeń (p.o. 21 XII 1922 – 26 V 1926[7])
- ppłk sap. Adam Bobrowski (p.o. 26 V 1926[8] – 14 XII 1927)
- ppłk dypl. sap. inż. Henryk Bagiński (14 XII 1927 – 23 VIII 1929[9])
- mjr / ppłk sap. Stefan Langner (23 XII 1929[10] – 28 XI 1934[11])
- ppłk sap. Tadeusz Bisztyga (28 XI 1934 – IX 1939)

Zastępcy dowódcy pułku / batalionu (od 1938 roku – I zastępca dowódcy batalionu)
- mjr sap. Ignacy Landau (1 IX 1923 – 11 I 1924[12])
- mjr SG Konrad Pokorny-Ruszczyc (1 XI 1924[13] – 12 IV 1926[14])
- mjr Bronisław Karol Zrogowski (od 25 X 1926)
- mjr sap. Marian Kaufer (1928 – 20 IX 1930[15])
- mjr sap. Stanisław Perko (1 IV 1931 – 28 VI 1933[16])
- mjr sap. Tadeusz Bisztyga (28 VI 1933[17])
- mjr sap. Jan Nepomucen Gustowski (II z-ca d-cy/kwatermistrz – 1939)

### Kawalerowie Virtuti Militari
Żołnierze pułku odznaczeni Krzyżem Srebrnym Orderu Wojennego Virtuti Militari:
- ppłk dypl. sap. inż. Henryk Bagiński
- ppłk sap. Wacław Lipski de Lippe
- ppłk sap. Kazimierz Możdżeń
- mjr sap. Leon Rutkowski-Koczur
- mjr dypl. sap. Tadeusz I Wasilewski
- mjr inż. Marian Żybułtowski

### Obsada personalna w 1939 roku
Organizacja pokojowa i obsada personalna pułku w marcu 1939 roku:
- dowódca pułku – ppłk Tadeusz Bisztyga
- I zastępca dowódcy pułku – ppłk dypl. Tadeusz Teodor Henryk Kozłowski
- adiutant – kpt. Janusz Stypułkowski
- oficer sztabowy do spraw wyszkolenia – por. Józef Alfred Irzykowski
- lekarz medycyny – kpt. lek. dr Karol Zawisza
- II zastępca dowódcy (kwatermistrz) – mjr Jan Nepomucen Gustowski
- oficer mobilizacyjny – kpt. Łapkowski Leon
- zastępca oficera mobilizacyjnego – por. Krupiński Gracjan
- oficer administracyjno-materiałowy – por. Gajewski Seweryn
- oficer gospodarczy – kpt. int. Zaleski
- dowódca kompanii gospodarczej – kpt. Kazimierz Wierzchowski
- oficer żywnościowy – vacat
- komendant parku – kpt. Edward Paweł Michałowski
- zastępca komendanta – kpt. Tadeusz Rzepecki
- oficer techniczny – por. Tytus Sasim
- dowódca kompanii kursu pionierów – kpt. kontr. Walerian Cheładze
- dowódca plutonu – ppor. rez. pdsc. Chojnacki Czesław
- dowódca plutonu – ppor. rez. pdsc. Rubel Włodzimierz Roman
- dowódca I batalionu – mjr Jan Dorantt
- dowódca 1 kompanii – por. Kazimierz Bilski
- dowódca plutonu – ppor. Machciński Wiesław Antonii
- dowódca plutonu – ppor. Zięba Edward
- dowódca 2 kompanii – por. Moroniewicz Kazimierz
- dowódca plutonu – ppor. Kozłowski Jerzy Andrzej
- dowódca 3 kompanii – por. Koryl Jan
- dowódca plutonu mechanicznego – por. Łukasik Mieczysław Stefan
- dowódca II batalionu – mjr Tadeusz Leon Chlebowski
- dowódca 4 kompanii – kpt. dypl. Ryszard Małaszkiewicz (do 26 VIII 1939)
- dowódca plutonu - por. Kaczmarek Teodor
- dowódca plutonu – por. Wawrzyński Janusz Antoni
- dowódca plutonu – ppor. Bolimowski Bolesław
- dowódca plutonu – ppor. Ćwikliński Jerzy Adam Karol
- dowódca plutonu – ppor. Kropiwnicki Bogusław Tadeusz
- dowódca 5 kompanii – kpt. Piasecki Jan
- dowódca plutonu – ppor. Mucha Jan[b]
- dowódca plutonu – ppor. rez. pdsc. Benon Edmund Łastowski
- dowódca 6 kompanii – kpt. Szartowski Stefan
- dowódca plutonu – ppor. Materna Edmund
- dowódca plutonu – ppor. rez. pdsc. Lejtner Henryk Teofil

Oddelegowani na kurs
- por. Krauss Franciszek Cezar
- por. Ochalik Franciszek Zdzisław
- ppor. Mayer Kazimierz Józef Wincent

### Żołnierze batalionu – ofiary zbrodni katyńskiej
Biogramy zamordowanych znajdują się na stronie internetowej Muzeum Katyńskiego
| Nazwisko i imię   | stopień              | zawód                  | miejsce pracy przed mobilizacją | zamordowany |
| ----------------- | -------------------- | ---------------------- | ------------------------------- | ----------- |
| Rzewuski Tadeusz  | podporucznik rezerwy | inżynier chemik        |                                 | Katyń       |
| Hałko Julian      | podporucznik rezerwy | technik                |                                 | Charków     |
| Nawojski Stefan   | porucznik rezerwy    | inżynier leśnik        |                                 | Charków     |
| Pachel Ludwik     | podporucznik rezerwy | technik mechanik       | pracował w Jaśle                | Charków     |
| Radek Zygmunt     | porucznik rezerwy    | nauczyciel             | szkoła powszechna w ?           | Charków     |
| Wójcik Tadeusz    | porucznik rezerwy    | technik                |                                 | Charków     |
| Zaleski Sobiesław | major w st. sp.      | inżynier dróg i mostów | pracował w Warszawie (e)        | Charków     |

## Symbole pułku

### Sztandar pułku
15 sierpnia 1924 roku po mszy świętej Prezydent Rzeczypospolitej wręczył dowódcy pułku chorągiew ufundowaną przez społeczeństwo ziemi sandomierskiej. 
|  |  |

Jego wojenne losy opisane są w dwóch notatkach. W relacji z Banknock widnieje zapis „4 Pułk Saperów – Adiutant pułku kpt. Janusz Stypułkowski przewiózł sztandar we wrześniu 1939 na Węgry, skąd drogą dyplomatyczną wysłano go do Francji”. Meldunek kpt. J. Stypułkowskiego z maja 1940 roku adresowany do dowódcy saperów w sztabie Naczelnego Wodza, w Paryżu „Melduję, że powierzony mi sztandar 4 psap z Przemyśla, jako adiutantowi, przewiozłem przez granicę na Węgry, przechowując w obozie internowanych w walizce do dnia 19 XII 1939. Następnie, na skutek nadarzającej się sposobności, przewiozłam go do Budapesztu przekazując do Poselstwa Rzeczypospolitej Polskiej, attaché wojskowemu, wraz z okuciami i pokrowcem oraz pieczątkami metalowymi 4 baonu saperów, z prośbą o przekazanie do Francji. Na dowód dostarczenia posiadam imienne potwierdzenie podpisane przez ppłk. dypl. Jana Emisarskiego. Janusz Stypułkowski, kapitan saperów, Carpiegne, dn. 6 V 1940”. Z Francji sztandar ewakuowano do Wielkiej Brytanii. Sztandar 4 psap znajduje się obecnie w Instytucie Polskim i Muzeum im. gen. Sikorskiego w Londynie.

### Odznaka pamiątkowa
9 października 1928 roku Minister Spraw Wojskowych zatwierdził wzór i regulamin odznaki pamiątkowej 4 psap. Stanowi ją laurowo-dębowy wieniec, na który nałożono równoramienny krzyż biało emaliowany o ramionach zakończonych kulkami. W centrum krzyża medalion z cyfrą 4. Trzyczęściowa – oficerska, wykonana w srebrze, na rewersie numer odznaki. Wymiary: 37x37 mm. Wykonawcą odznaki był Wincenty Wabia-Wabiński z Warszawy.